# Félix Candela
Félix Candela (Madrid, 1910. január 27. – Durham, Észak-Karolina, 1997. december 7.) spanyol származású mexikói építész. Már fiatalon a héjszerkezetes építés foglalkoztatta, az 1950-es években pedig bevezette Mexikóban a héjszerkezetes építészetet.

## Életrajza, tanulmányai
Candela építészetet Madridban (Escuela Técnica Superior de Arquitectura de Madrid {E.T.S.A.M.}) és az Universidad Politécnica de Madrid egyetemen tanult, 1927 és 1935 között. Befejezésül még a San Fernandoi Real Academia de Bellas Artes - en is hallgatott előadásokat Eduardo Robles Piquer és Fernando Ramírez de Dampierretől is. Ezen időtájon alakított ki kapcsolatot Eduardo Torrojával és ekkor ismerkedett meg sajátos héjszerkezet-technikájával. Candela diplomamunkáját a korabeli trendet képviselő vasbetontechnológia témakörében annak építészeti formaképzési kérdéseiről készítette, mellyel San Fernandoi művészeti akadémia ösztöndíját nyerte el. Az ekkor elkezdett doktori értekezését Németországban dolgozhatta ki. Doktori védését követően tervezett tanulmányútját azonban a spanyol polgárháború kitörése meggátolta. A polgárháborúban mérnök tisztként szolgált.

## Szakmai pályafutása
A polgárháború befejeztét követően 1939-ben Mexikóba emigrált, ahol 1941-ben megkapta az mexikói állampolgárságot. Sajátos építészeti szakmai pályafutása tulajdonképpen Acapulco-ban, néhány lakóépület és szálloda tervezésével kezdődött. 1950 -ben építész barátaival, Fernando és Raúl Fernández Rangel -lel alapították meg a „Cubiertas Ala“ vasbetonbetonépítő irodát. 1953-ban elnyerte az Universidad Nacional Autónoma de México (UNAM) építészeti tanszékének professzori állását. Ezzel egyidőben 1961 - 1962-ben referense volt a Harvard University Charles Eliot Norton Lectures -nek is.

## Szakmai-, társadalmi elismerései és tagságai
1961-ben elsőként kapta meg (a magyar IPARTERV-vel megosztva) az Union Internationale des Architectes (Építészek Nemzetközi Szövetsége) Perret-díját.
1971-ben az Amerikai Egyesült Államokba költözött, ahol 1978-ban megkapta az amerikai állampolgárságot, továbbá professzori állást a chicagoi University of Illinois-on. Szakértője lett az Architekturfirma „IDEA Center“ cégnek. Számtalan elismerést kapott és több nemzetközi építészeti szakmai szervezet tagja volt, 1992-től az Internationalen Architekturakademie elnöki tisztségét is betöltötte.

## Főbb alkotásai, írásai
- parabolikus hiperboloid szerkezetek egyházi épületeken
- Mexikóváros: Csodatevő Boldogasszony-templom (1954)
- Mexikóváros, Coyoacán: Szentlélek-kápolna (1956)
- Mexikóvárosi Sportpalota (1968)

## Képek

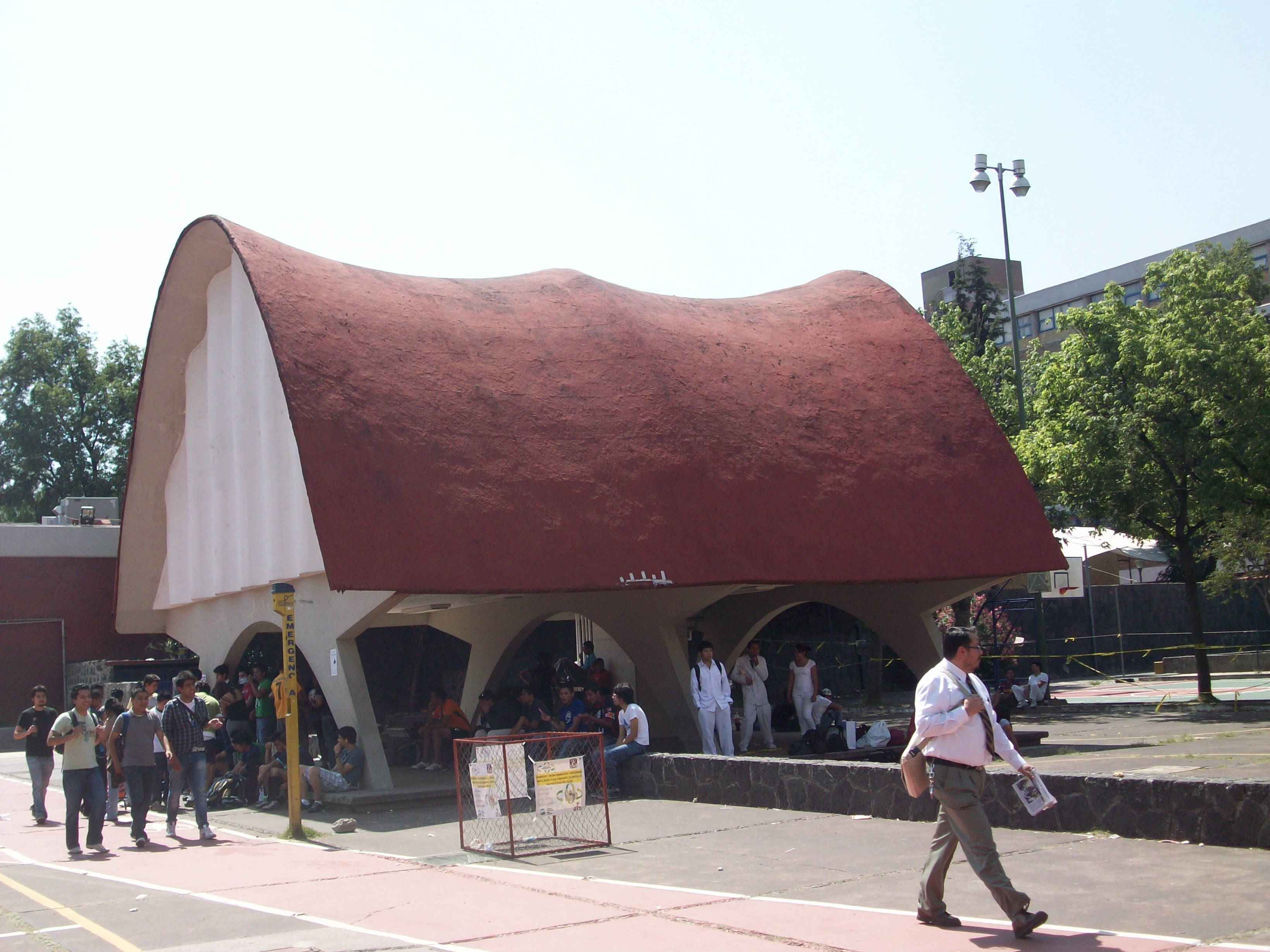
Pabellón de Rayos Cósmicos (Mexikóváros)
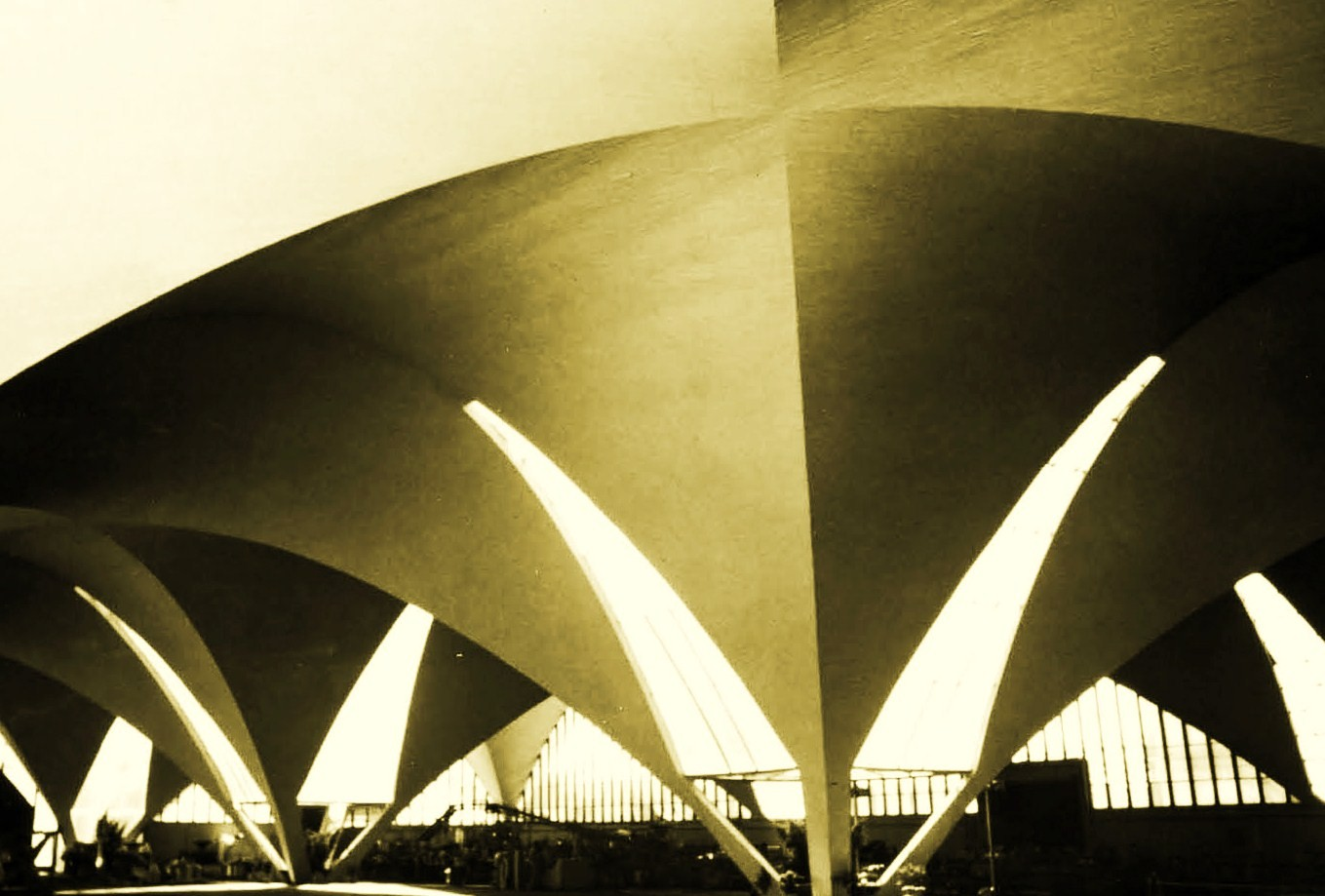
Bacardi-palackozóüzem (Tultitlán)
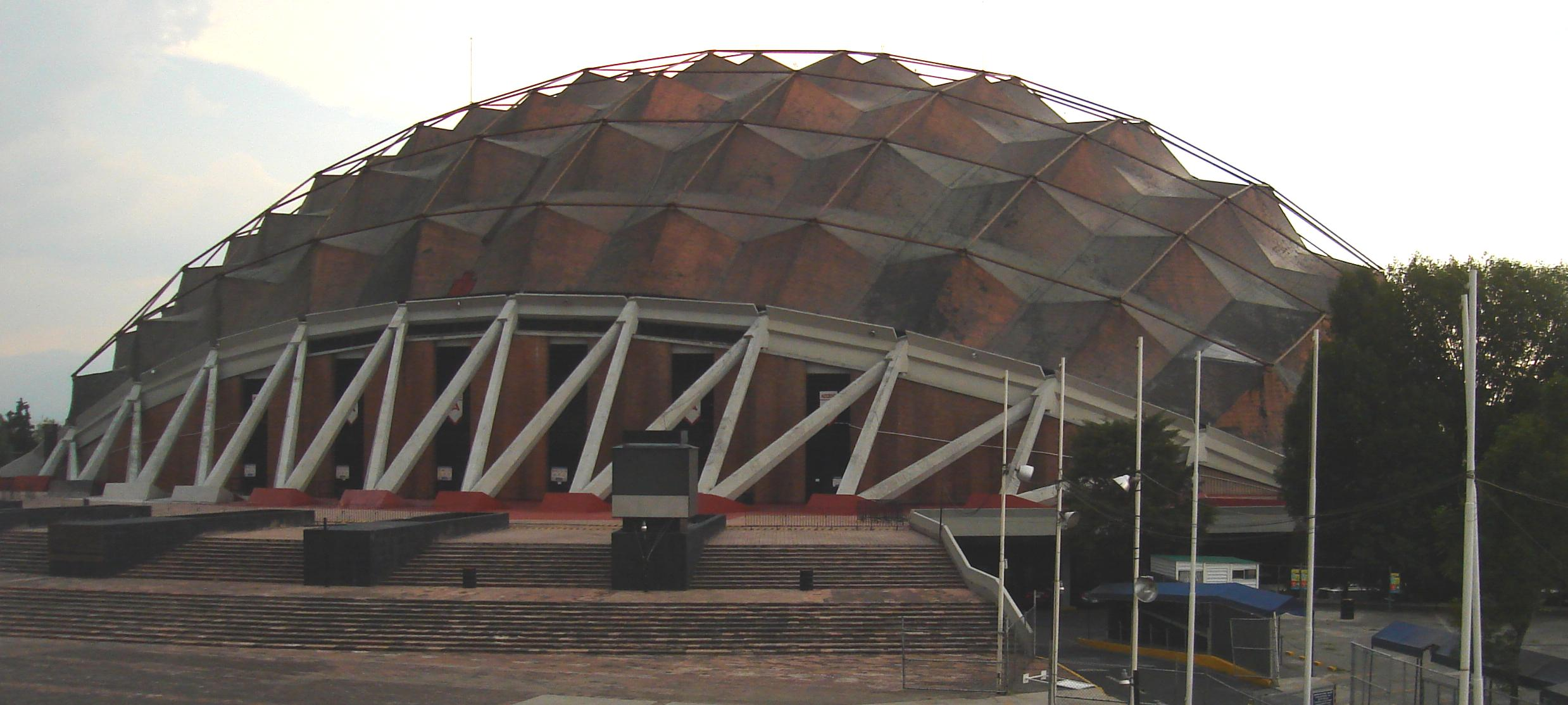
Sportpalota (Mexikóváros)
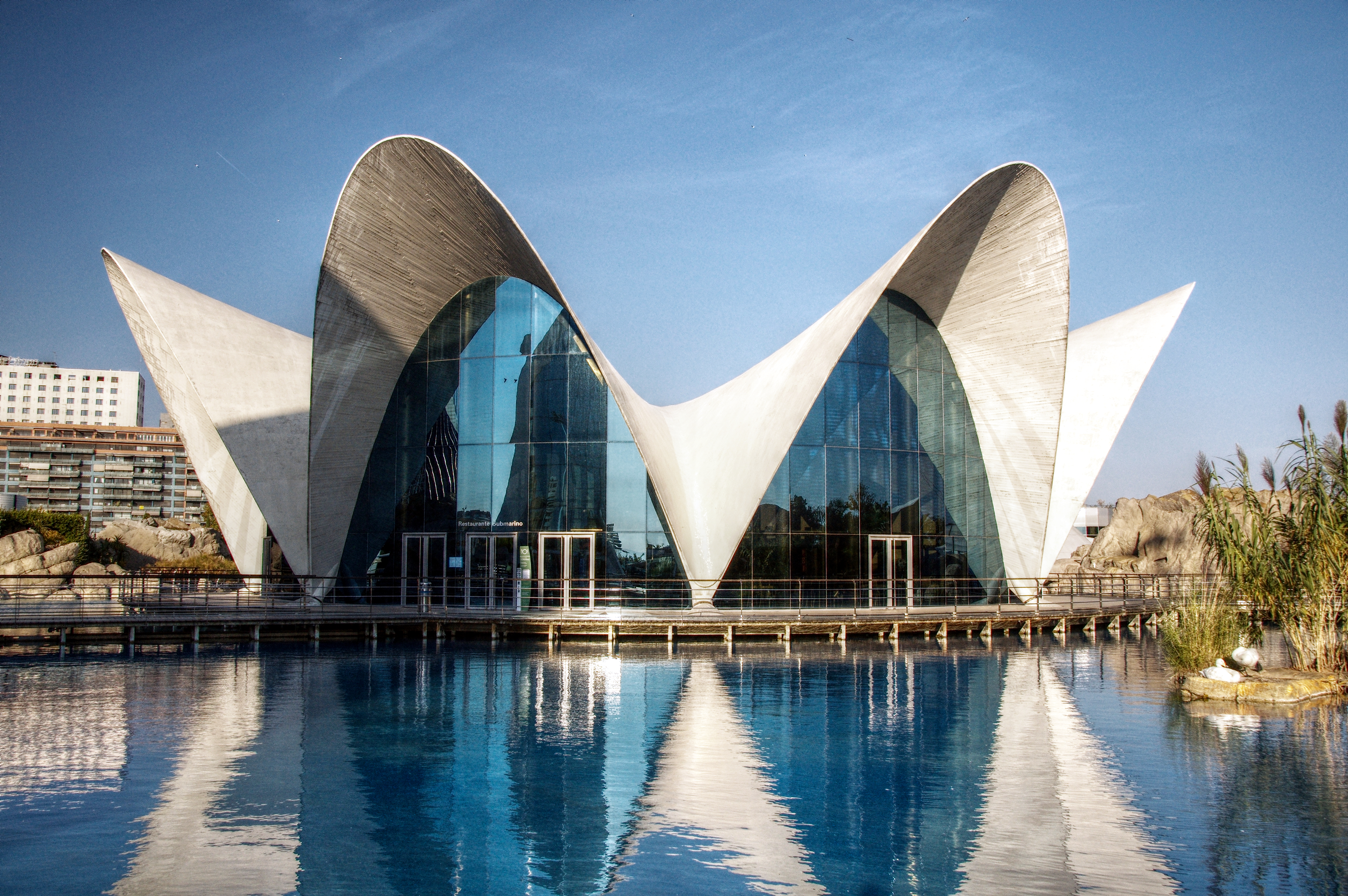
L’Oceanografic (Valencia)
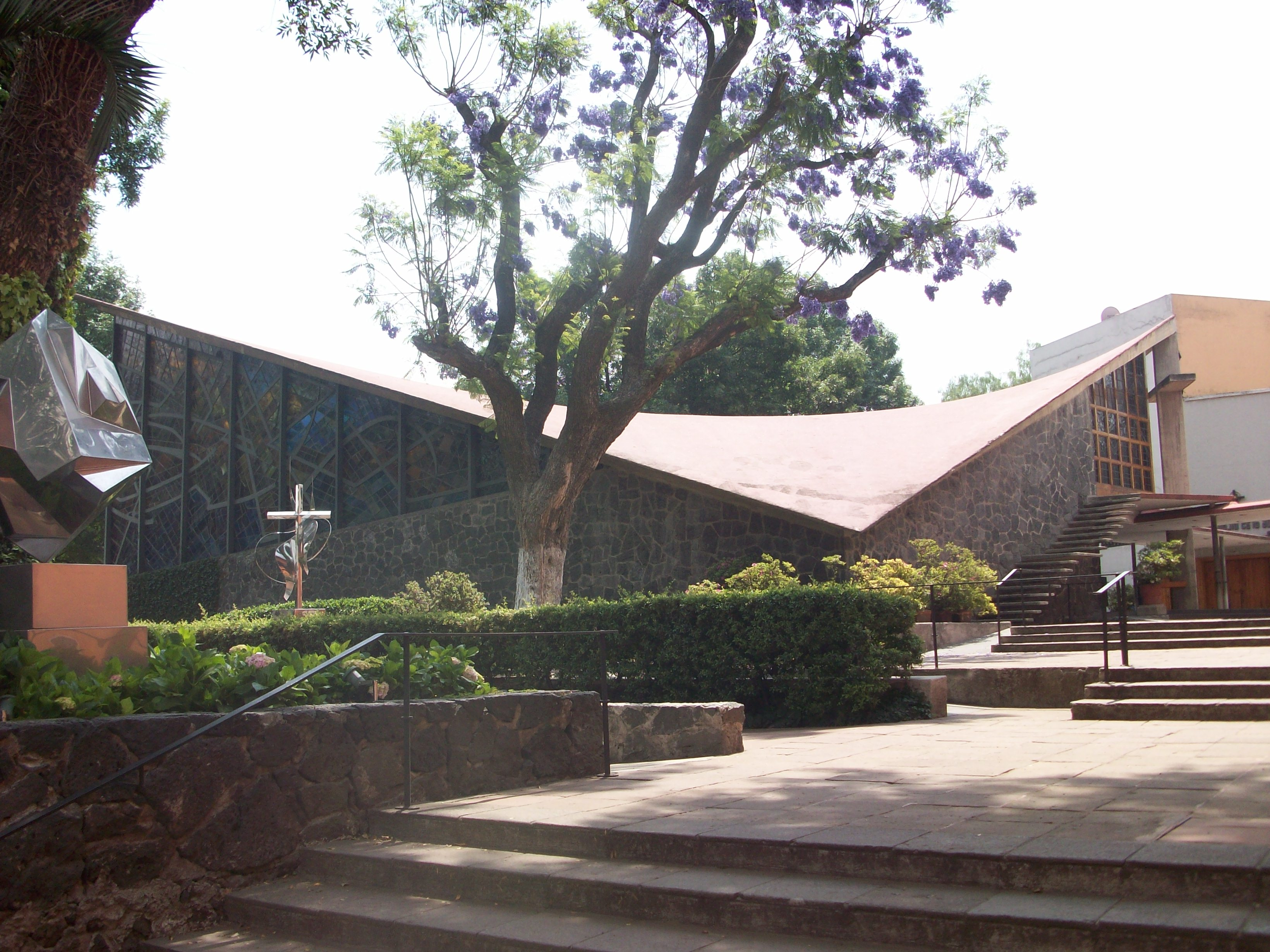
Altillo-kápolna (Mexikóváros)